# Чанад
Чанад (венг. Csanád) — небольшой исторический комитат в южной части Венгерского королевства, к северу от нижнего течения реки Марош. В настоящее время эта территория входит в состав медье Чонград-Чанад и Бекеш Венгерской республики, а небольшая часть — в состав жудца Арад Румынии. Административным центром комитата Чанад был город Мако.

## География
Чанад лежит в южной части Среднедунайской равнины, к востоку от нижнего течения Тиса. Вся территория комитата представляла собой плоскую низменность, покрытую степной растительностью. Лесов в Чанаде практически не было. Крупнейшая река комитата — Марош, образующий южную границу Чанада. Вдоль северо-западной границы протекала река Сараз, которая, также как и Муреш, являлась левым притоком Тисы. Площадь комитата составляла 1714 км² (по состоянию на 1910 год). Чанад граничил со следующими комитатами Венгрии: Чонград, Бекеш, Арад и Торонталь. Крупнейшим населённым пунктом Чанада являлся его административный центр город Мако (около 33 000 жителей), расположенный на берегу Муреша. Кроме того важными региональными центрами были Надьлак (Нэдлак в современной Румынии), вверх по течению Муреша, и Баттонья, в восточной части Чанада, на реке Сараз.
Экономика комитата носила практически исключительно аграрный характер. Плодородная почва южного Альфёльда благоприятствовала развитию земледелия: в Чанаде выращивались зерновые культуры (пшеница, рожь), а также кукуруза, перец овощной, лук, конопля и табак. Большое значение также имело животноводство. Промышленность на территории комитата была представлена лишь небольшими предприятиями по переработке сельскохозяйственной продукции.

## История

Герб комитата Чанад

Чанад был одним из первых комитатов Венгерского королевства, образованных в начале XI века при короле Иштване I Святом. Своё название он получил от одного из сподвижников короля Иштвана I, его племянника Чанада, который разбил и убил главного врага короля Айтоня, пытавшегося создать собственное княжество в юго-восточной Венгрии. Владения Айтоня перешли к Чанаду. Видимо первоначальная территория комитата, охватывющая обширные земли от Сараза до Дуная и от Тисы до Карпат (бо́льшая часть исторической области Банат), примерно соответствовала владениям Айтоня и Чанада. Однако уже к XIII веку территория Чанада сильно уменьшилась: из его состава были выделены комитаты Арад, Темеш, Крашшо, Кеве, а позднее — Торонталь. В первой половине XVI века территория Чанада была завоёван турками и вошла в состав Темешварского пашалыка Османской империи. Турецкая оккупация продолжалась до конца XVII века. После освобождения Чанада часть его южных земель вдоль реки Марош вошла в состав Тисо-Марошской Военной Границы, особой военизированной территории, подчинённой непосредственно Вене. Военная Граница была ликвидирована в 1751 году и ей земли вернулись в состав комитата Чанад.
После поражения Австро-Венгрии в Первой мировой войне в 1918 года юго-восточная часть комитата Чанад вокруг города Надьлак, среди населения которой преобладали словаки и румыны, была передана Румынии. Остальная территория комитата осталась в составе Венгерской республики, войдя вместе с небольшими частями бывших комитатов Арад и Торонталь во временный комитат Чанад, Арад и Торонталь. Этот раздел был подтверждён условиями Трианонского договора 1920 года.
После Второй мировой войны медье Чанад-Арад-Торонталь было упразднено, а его территория разделена между медье Чонград и Бекеш. В результате южная часть Чанада с городом Мако в настоящее время входит в состав Чонграда, а северная, включая Баттонью и долину Сараза, — в состав Бекеша. Румынская часть бывшего комитата Чанад входит в состав жудца Арад республики Румыния.

## Население
Согласно переписи 1910 г. на территории комитата Чанад проживало 145 248 жителей, чей этнический состав распределялся следующим образом (в соответствии с данными о родном языке опрошенных):
- венгры: 108 621 чел. (74,8%);
- словаки: 17 133 чел. (11,8%);
- румыны: 14 046 чел. (9,7%);
- сербы: 3967 чел. (2,7%).

Немецкоязычное меньшинство составляло не более 1%. Относительно большая доля словацкого населения в комитате объяснялась массовой иммиграцией словаков в XVIII веке на земли Чанада, обезлюдевшие во время турецких вторжений. Особенно много этнических словаков было в округе Надьлак, большая часть которого в 1918 г. отошла к Румынии. Нэдлак (современное название этого города) до настоящего времени является центром культуры и общественной жизни румынских словаков. Сербы в Чанаде населяли территорию вокруг города Баттонья.  
Среди религий, исповедуемых жителями Чанада, наибольшее значение имел католицизм, приверженцы которого составляли более 52% населения комитата. Около 17% жителей относило себя к реформатской церкви, а 13% (в основном, словаки) — к лютеранской. Доля православных (главным образом, румыны) составляла около 12%. Еврейская прослойка среди населения была незначительной и не превышала 2,5%.

## Административное деление
В начале XX века в состав комитата входили следующие округа:
| Округа        | Округа           |
| Округ         | Адм. центр       |
| ------------- | ---------------- |
| Баттонья      | Баттонья         |
| Кёзпонт       | Мако             |
| Мезёковачхаза | Мезёковачхаза    |
| Надьлак       | Надьлак (Нэдлак) |
| Муниципалитет |                  |
| Мако          |                  |